# ESPe (kwartalnik)
Kwartalnik eSPe – pismo wydawane przez Wydawnictwo eSPe należące do Polskiej Prowincji Pijarów. Ukazuje się od 1988 roku, jego założycielem i pierwszym redaktorem naczelnym był o. Józef Tarnawski SP.
Pismo poświęcone promocji powołań, każdy numer omawia wybrany temat dotyczący szukania powołania. Ponadto tematyką pisma jest ogólnie pojęta duchowość – rozpoznawanie powołania, formacja stała, propozycje modlitwy, rozważania biblijne, szkoła liturgii, świadectwa, prezentacje charyzmatu poszczególnych zgromadzeń zakonnych.
Pismo jest skierowane do osób dorosłych.